# Étienne Béricourt

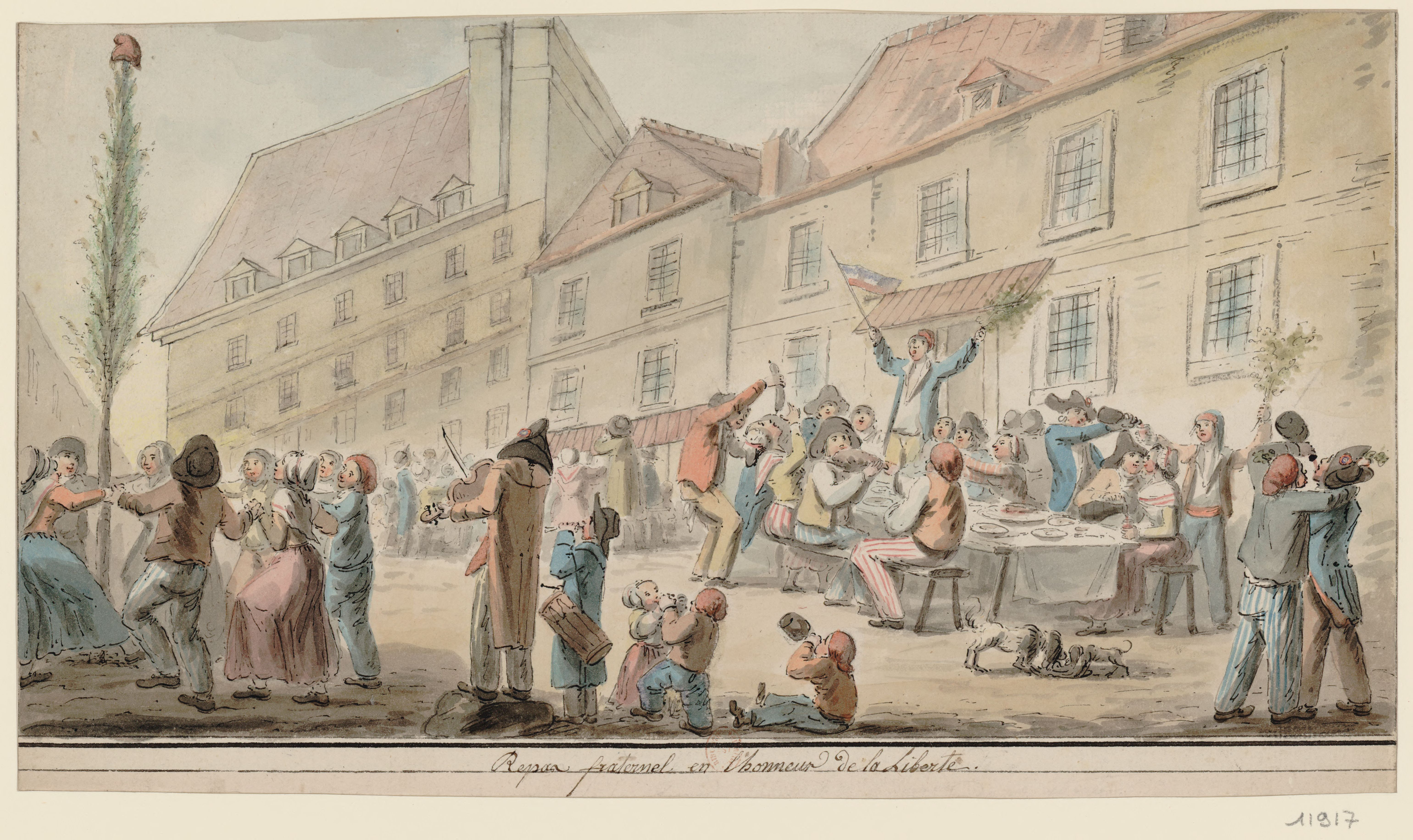
Broederlijke maaltijd ter ere van de Vrijheid, ca. 1794

Étienne Béricourt (ca. 1754 – na 1804) was een Frans tekenaar en schilder. Hij documenteerde de ingrijpende gebeurtenissen tijdens de Franse Revolutie.

## Leven
Biografische gegevens over Béricourt zijn schaars. Op de tekening Scène d'arrestation is vermeld dat hij zich op de leeftijd van 28 jaar zou hebben verdronken omdat het leven hem verveelde, maar de spreiding van zijn werk over meer dan twintig jaar spreekt dat tegen. Uit 1794 is een Parijse carte de Sûreté op zijn naam bewaard, die hem beschrijft als een schilder van 40 jaar, afkomstig uit de Rue de la Huchette 34 en wonend in Vaugirard. Zijn laatste bekende werk dateert uit 1804 en misschien uit 1810.

## Werk
Het meeste werk van Béricourt bestaat uit gewassen pentekeningen, aquarellen en gouaches. Er worden zeker een honderdtal tekeningen en prenten aan hem toegeschreven, waarvan een deel gesigneerd is. Tientallen werken bevinden zich in openbare collecties als het Musée Carnavalet en de Bibliothèque nationale de France.
Vanaf de vroege jaren 1780 maakte hij tekeningen van feesten en carnavals. Ook enkele erotische prenten zijn van hem bekend. Zijn figuren zijn niet verfijnd en neigen naar het karikaturale. Tijdens de Revolutie observeerde hij de gebeurtenissen met het oog van een reporter. Vooral het volkse leven trok zijn aandacht, maar ook officiële festiviteiten. Uit de keuze en weergave van zijn onderwerpen heeft men een politieke overtuiging proberen af te leiden, zonder dat dit een eenduidige conclusie opleverde.

## Voetnoten
1. ↑  "Etienne Béricourt, dessinateur fameux ; il s'est noyé d'ennui de vivre à l'âge de 28 ans"